# Сморчков Борис Федорович
Борис Федорович Сморчков (1944—2008) — радянський і російський актор театру і кіно.

## Біографія
Борис Сморчков народився 3 вересня 1944 року в Москві. Навчався в школі № 726.
У 1971 році закінчив Театральне училище імені Бориса Щукіна, після чого прийшов працювати в театр «Современник». Грав у спектаклях «Вічно живі», «Провінційні анекдоти», «Лоренцаччо», «Крутий маршрут», «Кіт домашній середньої пухнастості», «Три товариша» та інших. Тут він прослужив до 2004 року.
У кіно Борису Федоровичу діставалися, головним чином, малопомітні другорядні ролі і лише одна з них принесла йому славу і глядацьку любов — роль Миколи у фільмі Володимира Меньшова «Москва сльозам не вірить».
Разом з іншими волонтерами — артистами театру «Современник» з 1974 року викладав акторську майстерність у театральній студії Олега Табакова при Палаці піонерів імені Н. К. Крупської у провулку Стопани біля Чистих ставків.
Був одружений з акторкою Ганною Варпаховською.
Помер 10 травня 2008 року в Москві. Похований поруч з батьками на Востряковському кладовищі.

## Творчість

### Фільмографія
- 1961 — Зелений патруль
- 1973 — Гарячий сніг — Вася
- 1974 — Совість — черговий у МУРі
- 1975 — Пропала експедиція — Куманін
- 1976 — Золота річка — Куманін
- 1976 — Вічно живі — Костянтин
- 1976 — Іван Федорович Шпонька і його тітонька (телеспектакль)
- 1977 — Любов Ярова
- 1977 — Смішні люди! — Кузьма Григор'єв (немає в титрах)
- 1977 — Поєдинок в тайзі — Костя Мешканців
- 1977 — Колискова для чоловіків
- 1978 — Баламут — бригадир будівельної бригади
- 1978 — Дванадцята ніч
- 1978 — Зникнення — Капустін
- 1978 — Будинок біля кільцевої дороги — Семен Золотов
- 1979 — Місто прийняв — Таксист, який привіз в аеропорт бандитів (епізод)
- 1979 — Москва сльозам не вірить — Микола
- 1980 — Люди в океані — Степан
- 1980 — Нічна пригода — Олексій Бабін, співробітник міліції
- 1982 — Однолюби
- 1982 — За законами воєнного часу
- 1982 — Сльози капали — Валентин Максимович Сорокін, начальник Васіна
- 1982 — Повернення резидента — лісник
- 1983 — Жив-був Петро
- 1983 — Біля небезпечної межі — полковник радянської контррозвідки
- 1984 — Приступити до ліквідації — Єкатериничов
- 1984 — Парад планет — капітан-артилерист
- 1986 — Зіна-Зінуля — працівник водозабору
- 1986 — З неба на землю
- 1987 — Запам'ятайте мене такою
- 1987 — Візит до Мінотавра — Силкін (в титрах В. Сморчков)
- 1988 — Батьки
- 1989 — Я в повному порядку
- 1989 — У місті Сочі темні ночі — батько Жанни
- 1990 — Іспанська актриса для російського міністра
- 1990 — Паспорт — майор у відділенні
- 1990 — Система «Ніпель» — ліричний тенор
- 1991 — Іван Федоров — чернець Григорій
- 1992 — Виховання жорстокості в жінок і собак — міліціонер
- 1995 — Ширлі-мирлі — генерал
- 2001 — Далекобійники — Андрійович (серія 11)
- 2008 — Заборонена реальність (фільм) — Дід Прокіп